# Corbu, Harghita
Corbu (maghiară Gyergyóholló, "Corbu Gurghiului"), este satul de reședință al comunei cu același nume din județul Harghita, Transilvania, România. Se află la 14 km de stațiunea Borsec având un ridicat potențial turistic.

## Obiectiv memorial
Monumentul Eroilor Români din Primul Război Mondial. Obeliscul a fost înălțat în anul 1930, în memoria eroilor din Primul Război Mondial și se află amplasat în curtea bisericii din comuna Corbu. Monumentul are o înălțime de 2,10 m și este realizat din granit placat cu marmură. Pe latura frontală s-au inscripționat cuvintele: „În amintirea eroilor morți în 1914-1918“, sub care sunt înscrise numele a 60 eroi și regimentele din care au făcut parte. 